# Liste der Bodendenkmäler in Stallwang
Auf dieser Seite sind die Bodendenkmäler in der niederbayerischen Gemeinde Stallwang zusammengestellt. Diese Tabelle ist eine Teilliste der Liste der Bodendenkmäler in Bayern. Grundlage ist die Bayerische Denkmalliste, die auf Basis des Bayerischen Denkmalschutzgesetzes vom 1. Oktober 1973 erstmals erstellt wurde und seither durch das Bayerische Landesamt für Denkmalpflege geführt wird. Die folgenden Angaben ersetzen nicht die rechtsverbindliche Auskunft der Denkmalschutzbehörde.

## Bodendenkmäler in Stallwang
| Lage       | Objekt | Akten-Nr.     | Bild |
| ---------- | --- | ------------- | ---- |
| (Standort) | Hoch- und spätmittelalterlicher Burgstall „Schloßberg“. | D-2-6941-0001 |      |
| (Standort) | Untertägige mittelalterliche und frühneuzeitliche Befunde und Funde im Bereich der katholischen Pfarrkirche St. Michael in Stallwang, darunter die Spuren von Vorgängerbauten und der befestigte Friedhof. | D-2-6941-0023 |      |
| (Standort) | Untertägige mittelalterliche und frühneuzeitliche Befunde und Funde im Bereich der katholischen Pfarrkirche St. Vitus in Wetzelsberg, darunter die Spuren von Vorgängerbauten und der Friedhof.            | D-2-6941-0025 |      |
| (Standort) | Untertägige frühneuzeitliche Befunde und Funde im Bereich der katholischen Filialkirche St. Antonius von Padua in Schönstein.                                                                              | D-2-6941-0038 |      |
| (Standort) | Untertägige Befunde und Funde im Bereich der hoch- und spätmittelalterlichen Burgruine Höhenstein. | D-2-6942-0045 |      |